# Faculdade Béthencourt da Silva (FABES)
A Faculdade Béthencourt da Silva (FABES), é uma instituição isolada de ensino superior. Foi criada em 22 de janeiro de 1981 e localizada no Centro da capital do estado do Rio de Janeiro. É mantida pela AFABES, entidade filantrópica, sem fins lucrativos, que mantém há 154 anos o Liceu de Artes e Ofícios do Rio de Janeiro.

## Cursos
- Administração
- Ciências Contábeis
- Construção Civil
- Eletrônica

## Pós-Graduação
- Especialização em Turismo de Aventura (EAD)
- Especialização em Ecoturismo (EAD)
- Especialização em Turismo (EAD)
- Especialização em Gastronomia (EAD)
- Especialização em Psicopedagogia (EAD)
- Especialização em Psicologia Comportamental e Clínica (EAD)
- Especialização em Psicologia Jurídica (EAD)
- Especialização em Psicologia Infantil e Educacional (EAD)
- Especialização em Serviço Social e Políticas Públicas (EAD)
- Especialização em Serviço Social e Voluntariado (EAD)
- Especialização em Serviço Social Organizacional (EAD)
- Especialização Licenciatura – Letras (INGLÊS) (EAD)
- Especialização Licenciatura – Letras (ITALIANO) (EAD)
- Especialização Licenciatura – Letras (PORTUGUÊS) (EAD)
- Especialização Licenciatura – Matemática e Matemática Financeira (EAD)
- Especialização em Psicologia de Trânsito (EAD)
- Especialização em Supervisão, Orientação e Inspeção Escolar (EAD)
- Especialização em Fisioterapia e Reabilitação (EAD)
- Especialização em Marketing Desportivo (EAD)
- Especialização em Direito Processual Penal (EAD)
- Especialização em Educação Física Escolar (EAD)
- Especialização em Educação Física Especial e Inclusiva (EAD)
- MBA – Gestão Ambiental (EAD)
- MBA – Gestão e Administração Desportiva (EAD)
- MBA – Gestão Administrativa e Municipal (EAD)
- Especialização Licenciatura – Estatística (EAD)
- MBA – Gestão em Saúde (EAD)
- Especialização – Letras (ESPANHOL) (EAD)
- Especialização Licenciatura – Física e Física Moderna (EAD)
- Especialização Licenciatura – Geografia (EAD)
- Especialização Licenciatura – História (EAD)
- Especialização em Enfermagem do Trabalho (EAD)
- Especialização em Fisiologia do Exercício (EAD)
- Especialização em Educação Infantil (EAD)”
- Especialização em Educação Especial Inclusiva (EAD)
- Especialização em Direitos Reais (EAD)
- Especialização em Direito do Petróleo e do Gás Natural (EAD)
- Especialização em Direito Público (EAD)
- Especialização em Direito Criminal e Segurança Pública (EAD)
- Especialização em Direito do Consumidor (EAD)
- Especialização em Direito Empresarial (EAD)
- Especialização em Direito Legislativo e Políticas Públicas (EAD)
- Especialização em Direito das Obrigações e dos Contratos (EAD)
- Especialização em Direito Administrativo (EAD)
- Especialização em Direito Tributário (EAD)
- Especialização em Direito Constitucional (EAD)
- Especialização em Treinamento Desportivo (EAD)
- Especialização em Direito Marítimo e Portuário (EAD)
- Especialização em Direito Penal Militar e Processual Penal Militar (EAD)
- MBA – Gestão e Administração Publica (EAD)
- Especialização em Direito Civil e Processo Civil (EAD)
- Especialização em Direito das Coisas (EAD)
- Especialização em Comunicação Social – Relações Públicas (EAD)
- Especialização em Comunicação Social – Publicidade e Propaganda (EAD)
- Especialização em Comunicação Social – Jornalismo (EAD)
- Especialização Auditoria, Contabilidade e Controladoria (EAD)
- Especialização em Contabilidade Internacional (EAD)
- Especialização em Hotelaria (EAD)
- Especialização em Antropologia (EAD)
- Especialização em Ciência Política (EAD)
- Especialização em Economia (EAD)
- Especialização em Relações Internacionais (EAD)
- Especialização em Sociologia (EAD)
- Especialização em Direito Civil – Responsabilidade Civil (EAD)
- Especialização em Direito Internacional Público e Privado (EAD)
- Especialização em Alfabetização (EAD)

## História
A FABES leva o nome do fundador da Sociedade mantenedora, Francisco Joaquim Béthencourt da Silva, arquiteto da Casa Imperial e da Santa Casa da Misericórdia. Que visou através daquela instituição, proporcionar as pessoas que trabalhassem de dia, estudo noturno para que pudessem adquirir conhecimentos das tarefas que estariam realizando. Teve também a preocupação de dar cunho artístico até aos projetos do uso cotidiano, daí o nome Liceu de Artes e Ofícios, onde, já em 1822, jovens mulheres iniciavam seus estudos noturnos, pioneirismo em época em que o sexo feminino gozava de tão pouca liberdade. Sempre com a preocupação de atender, sobretudo, às classes desfavorecidas economicamente, o Liceu manteve cursos técnicos e artísticos, o que faz até a presente data, ministrando todos os cursos de ensino médio profissional e mantendo cursos artísticos livres. Com a promulgação da lei de Diretrizes e Bases da Educação Nacional, de nº 5692/71.
A Sociedade Propagadora das Belas Artes criou em 1972 o Centro para Formação do Pessoal para o ensino das disciplinas específicas dos diferentes cursos ministrados no Liceu, compreendendo as áreas de saúde, de serviços e tecnologia. Foi assim criado o Centro de Formação de Professores – CEFORP, sob a direção do então jovem educador Júlio D’Assunção Barros.
A FABES, teve como embrião o CEFORP (Centro de Formação de Professores) e iniciou suas atividades no ano de 1981 com a Licenciatura Plena nas áreas de Técnicas Industriais e Técnicas Comerciais, com habilitação em Construção Civil, Eletrônica, Administração e Comércio. Respectivamente, com a autorização para funcionamento concedida em 1981 e cujo reconhecimento se deu através da Portaria do Ministério de Educação em 18 de junho de 1987. O Liceu de Artes e Ofícios passou a ser o Colégio de Aplicação, onde os licenciados realizam o Estágio de Prática de Ensino, muitos deles compondo o quadro docente do colégio.
O curso de Técnicas Industriais está em atividade com duração de três anos, proporcionando ainda Complementação Pedagógica por período de um ano aos graduados nas áreas afins.
O Curso de Técnicas Comerciais foi substituído pelo Bacharelado em Ciências Contábeis e Administração, ambas as habilitações autorizadas por Portaria do Ministério da Educação em 18 de novembro de 1993, sendo reconhecidos no ano de 1999 e no ano 2000 respectivamente.